# Dermestes vorax
Dermestes vorax is een keversoort uit de familie spektorren (Dermestidae). De wetenschappelijke naam van de soort werd in 1860 gepubliceerd door Victor Ivanovitsch Motschulsky.